# Orostachys fimbriata
Orostachys fimbriata là một loài thực vật có hoa trong họ Crassulaceae. Loài này được (Turcz.) A. Berger miêu tả khoa học đầu tiên năm 1930.